# Fosfato monopotássico
Fosfato monopotássico (também dihidrogenofosfato de potássio, abreviado na literatura como KDP (do inglês potassium - K - dihydrogenphosphate), ou fosfato monobásico de potássio, MKP (do inglês monopotassium - K - phosphate) é um composto inorgânico, um sal solúvel de fórmula KH2PO4, usado como um fertilizante, aditivo alimentar e um fungicida. É uma fonte de fósforo e potássio, e um agente tamponador. Quando usado em misturas fertilizantes com ureia e fosfatos de amônio, minimiza a fuga de amônia por manter o pH do meio em nível relativamente baixo.
Monocristais são paraelétricos à temperatura ambiente. Em temperaturas abaixo de −150 °C (−240 °F) tornam-se ferroelétricos.

## Estrutura
O fosfato monopotássico pode existir em vários polimorfismos. À temperatura ambiente, forma cristais paraelétricos com simetria tetragonal. Ao ser esfriado a -150 °C, se transforma em uma fase ferroelétrica de simetria ortorrônbica e a temperatura de transição muda para até -50 °C quando hidrogênio é substituído pelo deutério. O aquecimento a 190 °C altera a sua estrutura para monoclínica. Quando aquecido ainda mais, o MKP decompõe-se, por perda de água, a metafosfato de potássio, KPO3, a 400 °C (752 °F).
| Simetria    | Grupo espacial | No  | Símbolo de Pearson | a (nm) | b (nm) | c (nm) | Z | densidade, g/cm3 | T (°C)     |
| ----------- | -------------- | --- | ------------------ | ------ | ------ | ------ | - | ---------------- | ---------- |
| Ortorômbico | Fdd2           | 43  | oF48               | 1.0467 | 1.0533 | 0.6926 | 8 | 2.37             | < −150     |
| Tetragonal  | I42d           | 122 | tI24               | 0.744  | 0.744  | 0.697  | 4 | 2.34             | −150 a 190 |
| Monoclínico | P21/c          | 14  | mP48               | 0.733  | 1.449  | 0.747  | 8 |                  | 190 a 400  |

## Produção
Fosfato monopotássico é produzido pela adição de ácido fosfórico sobre carbonato de potássio, sendo também usado o hidróxido de potássio para a neutralização.
Tecnologias de reação de ácido fosfórico com cloreto de potássio em presença de solvente orgânico e posterior extração também são desenvolvidas.

## Aplicações
O pó de MKP com grau de fertilizante contém o equivalente a 52% de P2O5 e 34% de K2O, e é identificado como NPK 0-52-34. O pó de MKP é freqüentemente usado como fonte de nutrientes no comércio para cultivo em estufa e na hidroponia.
Como um cristal, o MKP é conhecido por suas propriedades ópticas não-lineares. Usado em moduladores ópticos e para óticas não-lineares, como na geração de segundo harmônico (SHG, second-harmonic generation).
Também é notável o KD*P, fosfato dideutério de potássio, com propriedades ligeiramente diferentes. O KDP altamente deuterado é usado na conversão de frequência não linear de luz laser em vez de KDP protonado (regular) devido ao fato de que a substituição de prótons com deutões no cristal desloca o terceiro sobretom do forte alongamento molecular de OH para longos comprimentos de onda, movendo-o principalmente fora do alcance da linha fundamental a ~ 1064 nm de lasers à base de neodímio. O KDP regular tem absorbâncias a esse comprimento de onda de aproximadamente 4.7–6.3%/cm de espessura, enquanto o KDP altamente deuterado possui absorvâncias tipicamente inferiores a 0.8%/cm.

## Galeria

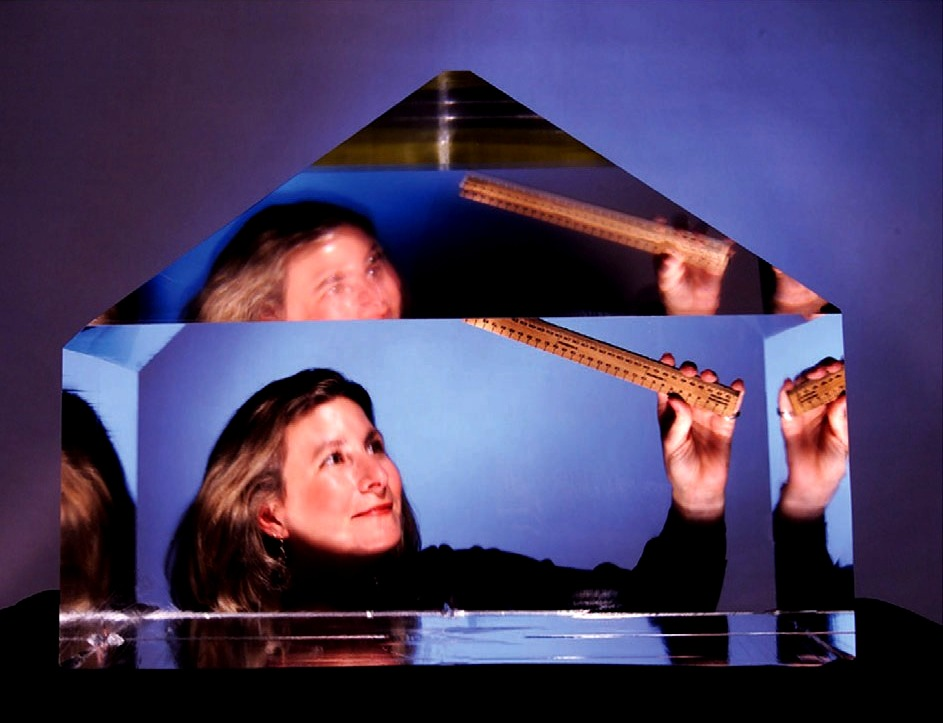
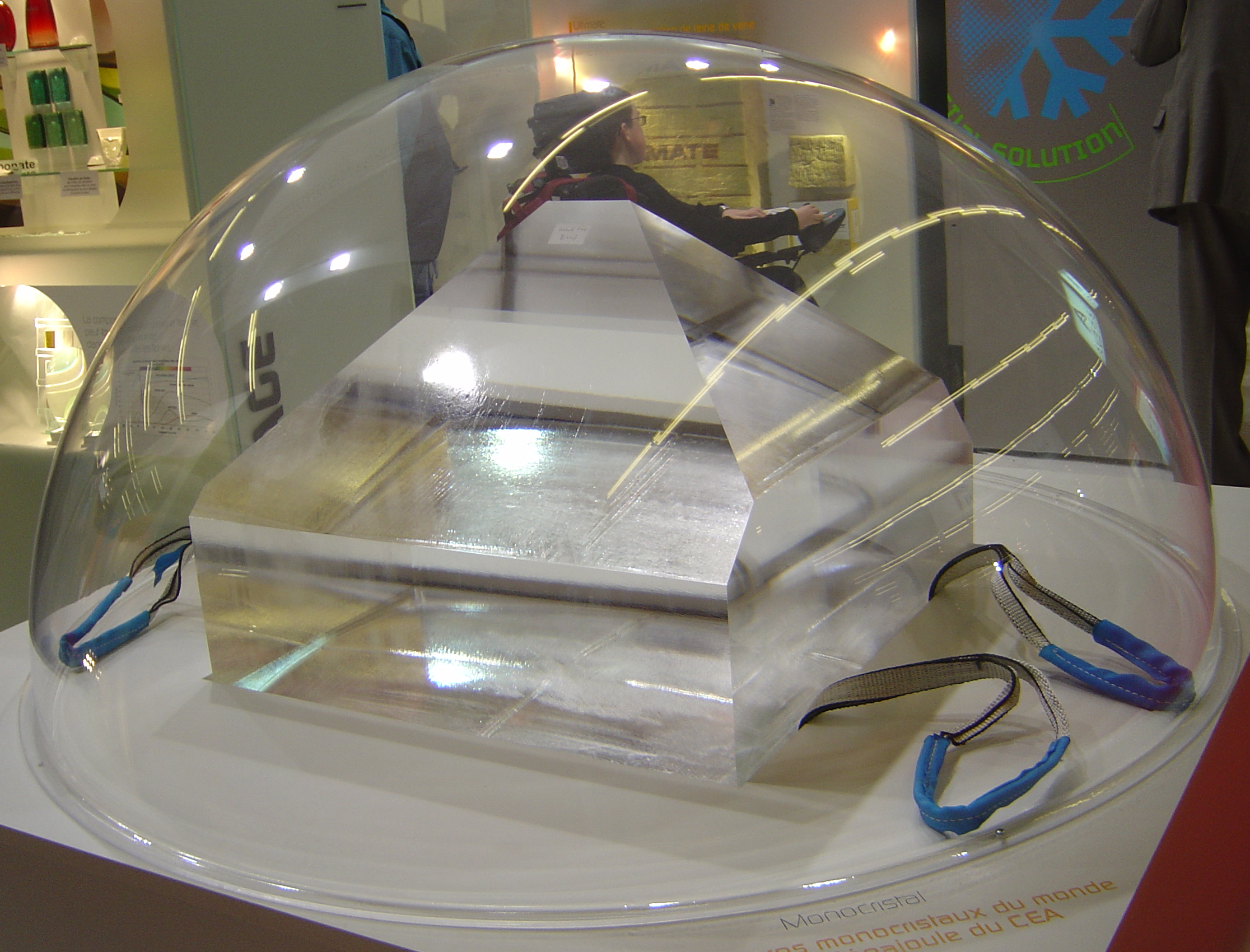